# Sarah Felberbaum

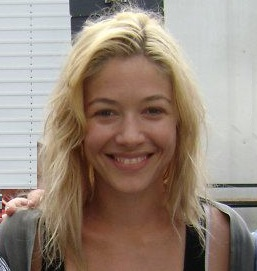
Sarah Felberbaum

Sarah Felberbaum (* 20. März 1980 in London, Vereinigtes Königreich) ist eine italienische Filmschauspielerin.

## Leben
Sarah Felberbaum ist die Tochter einer Britin und eines Amerikaners. Sie wurde in London geboren, mit einem Jahr kam sie jedoch nach Italien. Mit 15 Jahren begann sie das Modeln und wirkte in Werbespots mit, ebenso nahm sie Schauspielunterricht. Ab 2001 wurde sie als Moderatorin für die Italo-Version von Top of the Pops entdeckt, wenig später moderierte sie das Frühstücksfernsehen bei Rai 1. Ab 2007 verlagerte sich ihr Schwerpunkt auf Schauspielerei in Film und Fernsehen. Neben einer Reihe von Serien wirkte sie in den Komödien Kusswechsel Teil 1 und 2 mit. In der Serie Der junge Montalbano spielte sie „Livia Burlando“. 2016 verkörperte sie „Maddalena“ in Die Medici.
Sarah Feldbaum ist seit 2015 mit dem ehemaligen italienischen Fußballnationalspieler Daniele De Rossi verheiratet. Das Paar hat zwei Kinder.

## Filmografie (Auswahl)
- 2005–2010: Caterina e le sue figlie (Fernsehserie, 18 Folgen)
- 2007: Cardiofitness
- 2007: La figlia di Elisa (Fernsehserie, 8 Folgen)
- 2010: Kusswechsel – Kein Vorspiel ohne Nachspiel (Femmine contro maschi)
- 2011: Kusswechsel 2 – Gegensätze ziehen sich aus (Maschi contro femmine)
- 2011: Il gioiellino
- 2012–2015: Der junge Montalbano (Il giovane Montalbano, Fernsehserie, 5 Folgen)
- 2012–2015: Una grande famiglia (Fernsehserie, 21 Folgen)
- 2016: Die Medici (I Medici, Fernsehserie, 4 Folgen)
- 2019: Non sono un assassino
- 2022: Non mi lasciare (Fernsehserie, 8 Folgen)